# 下洪州
下洪州，是明代交阯承宣布政使司新安府下轄的一個州，治所約在今越南海陽省的南部地區。

## 沿革
- 永樂五年六月癸未朔（1407年7月5日）置，隸新安府。領長津縣、四岐縣、同利縣、清沔縣四縣[2]。
- 永樂六年十月初五日（1408年10月23日），併下洪州之長津縣入本州，長津縣之稅課局及波了社廵檢司隸下洪州[3]
- 永樂十四年五月十五日（1416年6月10日），設下洪州儒學、醫學、僧正司、道正司[4]
- 永樂十七年九月十四日丙辰（1419年10月3日），併下洪州之四岐縣入本州[5]

## 人物
- 王京，字宗周，交阯下洪州人，江西贛州府信豐縣官籍，成化五年己丑科進士
- 楊頤，廣東博羅人，永樂三年舉人，交阯下洪州知州[6]
- 藺真，玉山知縣，陞交趾下洪州知州[7]
- 周瑾，字伯榮，寧州高市人，孝廉，交阯下洪州同利縣金場大使[8]